# Johann Philipp Orth (Politiker, 1658)

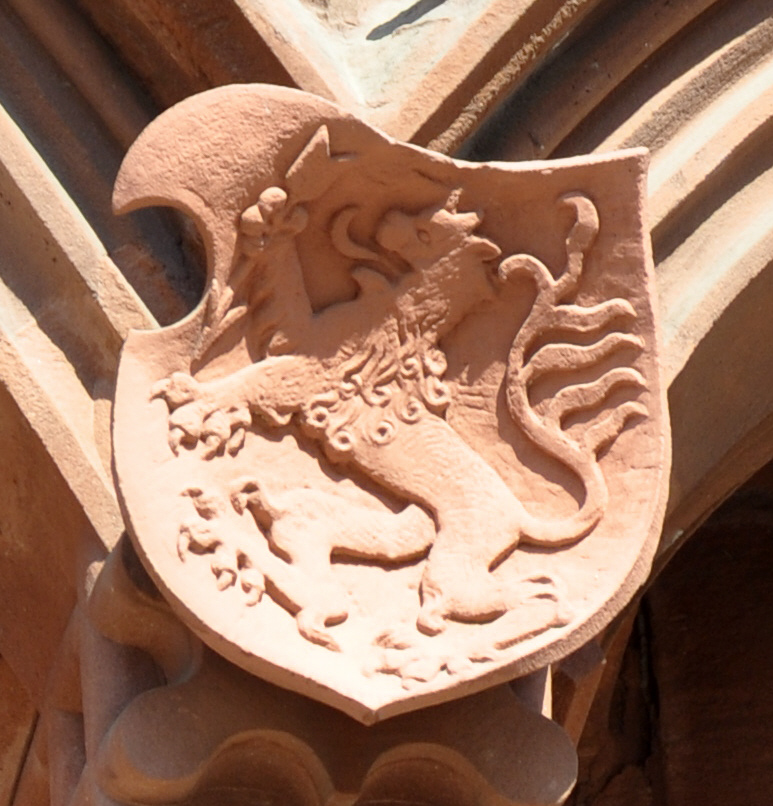
Wappen der Orth, 1539 von Kaiser Karl V. verliehen, am Frankfurter Haus zum Römer

Johann Philipp Orth (* 10. Dezember 1658 in Frankfurt am Main; † 17. Dezember 1733 ebenda) war ein Jurist und Politiker der Reichsstadt Frankfurt.

## Leben

### Herkunft
Johann Philipp Orth war der Sohn von Philipp Ludwig Orth und dessen Ehefrau Philippine geborene Stenglin.

### Ausbildung und Wirken
Er studierte gemeinsam ab 1674 mit seinem Bruder Philipp Ludwig Orth Rechtswissenschaften an der Universität Wittenberg. Das Lizenziat erwarb er 1689 an der Universität Altdorf. Danach wurde er Advokat und Pfleger des Almosenkastens in Frankfurt am Main.
1692 wurde er Mitglied des Rates der Reichsstadt Frankfurt und 1699 Jüngerer Bürgermeister. 1702 wurde er Schöffe und amtierte 1711 und 1715 als Älterer Bürgermeister.

### Familie
Johann Philipp Orth heiratete 1694 Catharina, geborene Meyer (* 1660). Sie war die Witwe des Johann Friedrich Ammerburg und Tochter des Handelsmannes Johann Meyer und der Anne Sibylle geb. Hofstatt.

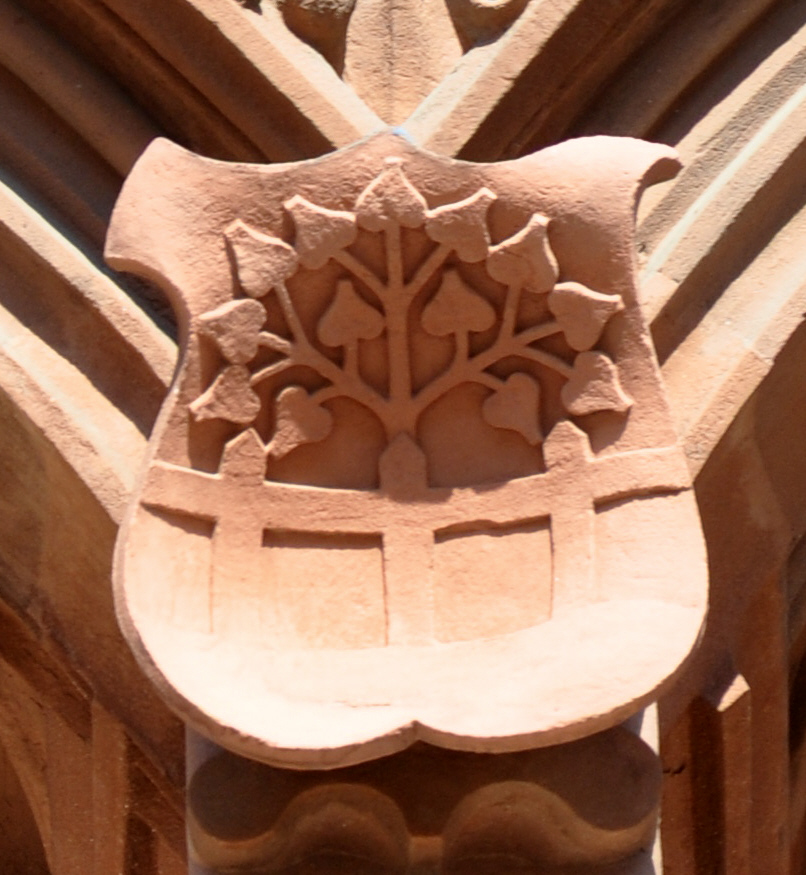
Wappen derer von Barckhaus(en) am Frankfurter Haus zum Römer

Die Tochter des Ehepaares Orth-Meyer war Maria Margaretha Orth (1695–1725), die 1717 Franz Wilhelm von Bar(c)khaus(en) (1691–1720) heiratete.
Nach dessen Tod vermählte sie sich 1722 mit dem Sohn von Johann Philipps Bruder Johann Georg (1663–1735), dem Frankfurter Juristen Johann Philipp Orth (1698–1783). Mit ihm bekam sie drei Töchter, wovon die älteste Tochter Sara Orth den Frankfurter Patrizier Johann Daniel von Olenschlager heiratete.